# 秦豊吉

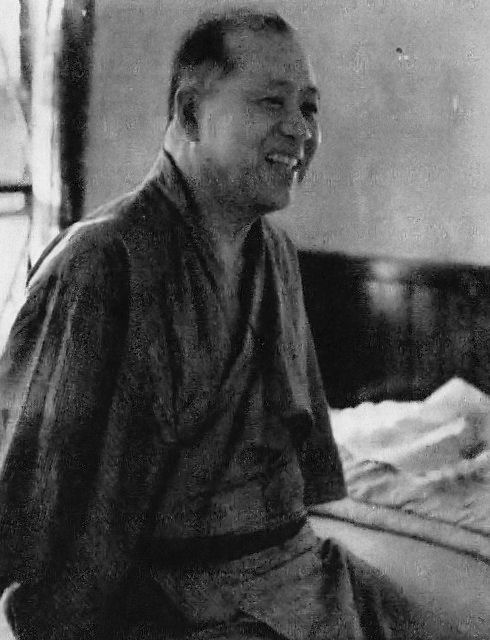
秦豊吉（1954年、『毎日グラフ』より）

秦 豊吉（はた とよきち、1892年（明治25年）1月14日 - 1956年（昭和31年）7月5日）は、日本の実業家、演出家、ドイツ文学者、翻訳家、随筆家、興行師、コント作家。帝大出の商社マンから興行界に転身し、日本初のヌードショー「額縁ショー」の生みの親として知られる。

## 生涯
東京府東京市牛込余丁町（現在の東京都新宿区余丁町）の裕福な薬商の家に生まれる。東京府立一中を経て、一高では文芸部に在籍した。山本有三とは同期であった。1917年（大正6年）に東京帝国大学法科大学独法科卒業後、三菱合資会社を経て三菱商事に勤務するが、文学趣味が強く、ドイツ文学を翻訳した。同年から1926年（大正15年）まで社命でベルリンに滞在し、1923年（大正12年）に妻・八代子との結婚のためにいったん帰国、その際に関西に移住していた谷崎潤一郎を訪ね、谷崎は様子が変わった秦を見て『友田と松永の話』のモデルにしたと言われる。ベルリン滞在中には劇場通いをし、ゲアハルト・ハウプトマンやアルトゥル・シュニッツラー、アルフレッド・ケル、ルドルフ・オイケンらに手紙を送って面会にこぎつけるなど1920年代のベルリン文化を楽しんだ。
帰国後は、マルキ・ド・サドをもじった筆名「丸木砂土」で小説『半処女』（1932年）やエロティック随筆を書き、ゲーテ『ファウスト』など表現主義戯曲の翻訳も行った。三菱合資会社勤務中にレマルクの『西部戦線異状なし』を翻訳、中央公論社から単行本として刊行し、ベストセラーとなった。1932年（昭和7年）に三菱商事を退社。
翌1933年（昭和8年）、東京宝塚劇場に転職して日本劇場（日劇）の運営に関わり、日劇ダンシングチームを育て上げた。1934年（昭和9年）8月には支配人として東宝名人会を創設。1935年（昭和10年）9月12日に同社の取締役に就任。1937年（昭和12年）2月27日に江東楽天地が開業するとその取締役に就任。同年5月8日に東京宝塚劇場専務取締役を経て、1940年（昭和15年）11月20日に同社代表取締役社長に就任。同年12月に株式会社後楽園スタヂアムの代表取締役社長に就任。1941年（昭和16年）2月27日に東宝映画の取締役に就任。1942年（昭和17年）12月に後楽園スタヂアムの代表取締役会長に就任（1953年まで務めた）。1943年（昭和18年）12月10日に東宝の代表取締役副社長に就任。1946年（昭和21年）2月17日に現業重役制を廃止して新たに経営担当者制を布くために社長補佐に就任。同年3月13日に敗戦により戦争協力者とみなされて公職追放に追い込まれ、東宝の経営から離れるが、1947年（昭和22年）1月15日より東京新宿の帝都座で『ヴィナスの誕生』と題した日本初のストリップ・ショーを上演し成功を収めた。1950年（昭和25年）11月16日に帝国劇場社長になり、1951年（昭和26年）には第一回帝劇コミックオペラ『モルガンお雪』を、第二回帝劇ミュージックオペラ「マダム貞奴」、第三回帝劇ミュージカルコメデー「お軽勘平」を、宝塚スター越路吹雪の出演で企画し、第四回から六回までは「帝劇ミュージカルス」と角書きした（『帝劇の五十年』参照）。1952年（昭和27年）9月20日に東宝取締役に復帰。晩年は日本テレビ放送網の取締役にも就任し経営に関わった。胃がんのため64歳で死去するまで50冊以上の著書・訳書を上梓した。

## 親族
元々は三重県員弁郡東員町長深で土建業をしていた一家で、四日市北町で「寿福座」という芝居小屋を経営していた。1878年（明治11年）に祖父の専治が上京し、饅頭屋を経て日本橋で生薬問屋「専治堂」を開業した。
専治とその妻やすの間には女6人、男8人の計14人の子がいた。長男の鐐次郎は豊吉の父であり、家業と「専治」の名を継いで西洋雑貨なども扱った。その弟（叔父、祖父専治の三男）で同名の豊吉は藤間家に養子に出て歌舞伎役者・七代目松本幸四郎になった。 十一代目市川團十郎、初代松本白鸚、二代目尾上松緑はいずれも従弟にあたる。豊吉の妹の治子は三菱商事社長であった槙原覚の妻となり、その長男の槙原稔は同社の社長と会長を務めた。
豊吉の妻の八代子は日本郵船副社長であった永富雄吉の三女。ドイツ駐在中に心臓を悪くし、長く療養した。豊吉と八代子の間に子供はいなかった。豊吉の弟の専三は母方（林すみ）の養子となり、後に小岩井農牧(株)の代表取締役社長を務めた。

## 著書
- 『好色独逸女』（文藝春秋出版部）1928年
- 『独逸文芸生活』（聚英閣）1928年
- 『世界艶笑藝術』（武侠社）1930年
- 『伯林・東京』（岡倉書房）1933年
- 『僕の弥次喜多』（三笠書房）1934年
- 『丸の内夜話』（秋豊園）1937年
- 『宝塚と日劇 私のレビュウ十年』（いとう書房）1948年
- 『夫婦愛し方読本』（東南書房）1952年
- 『ぐっど・ないと』（出版東京）1952年
- 『三菱物語』（要書房）1952年
- 『新丸の内夜話』（小説朝日社）1953年
- 『離れ座敷』（要書房）1953年
- 『芸人』（鱒書房）1953年
- 『菜の花漬』（要書房）1953年
- 『私の演劇資料』第1-4 1950年 - 1953年
- 『演劇スポットライト』（朋文堂）1955年
- 『わが粋筆』（美和書院）1955年
- 『劇場二十年』（朝日新聞社）1955年
- 『女の絵はがき』（住吉書店）1956年
- 『偉人粋人』（学風書院）1956年

### 丸木砂土名義
- 『青春独逸男』（文藝春秋社）1929年
- 『夜の話 画の話』（明星書院）1930年
- 『変な笑ひ顔で』（中央公論社）1930年
- 『風変りな人々』（四六書院）1931年
- 『女性西部戦線』（風俗資料刊行会）1931年
- 『東京の女王』（文藝春秋社）1931年
- 『処女学講座』（文藝春秋社）1932年
- 『女の学校』（いとう書房）1947年
- 『甘つたれの研究』（ハンドブック社）1952年
- 『丸木砂土随筆』（東京文庫）1952年
- 『殿方草紙』（要書房）1953年
- 『秘密の文学』（住吉書店）1955年

## 翻訳
- 『馭者ヘンシエル（英語版）』（ゲルハルト・ハウプトマン、植竹書院）1914年
- 『若きヱルテルの悲み』（ギヨオテ、新潮社）1916年
- 『欧洲戦争と民族主義』（ルウドルフ・キエルレン、冨山房）1917年
- 『ストリンドベルクの最後の恋』（フアンニイ・フアルクネル（英語版）、新潮社）1924年
- 『太陽の子（英語版）』（ゴーリキイ、聚英閣）1924年
- 『魂の発展史』（ストリンドベルク、新潮社、ストリンドベルク小説全集2）1925年
- 『地獄・伝説』（ストリンドベルク、新潮社、ストリンドベルク小説全集5）1925年
- 『フアウスト』（ゲエテ、聚英閣）1926年
- 『メトロポリス / 殿方は金髪がお好き』（テア・フオン・ハルボウ / アニタ・ルウス（英語版）、改造社、世界大衆文学全集15）1928年
- 『西部戦線異状なし』（ルマルク、中央公論社）1929年
のち新潮文庫 1955年、改版 1981年、新版 2007年
- 『西洋十夜』（アルツウル・シュニッツレル、文藝春秋社出版部）1929年
- 『トンネル』（ケッラアマン（英語版）、新潮社、世界文学全集 第2期12）1930年
のち新版（国書刊行会） 2020年
- 『獅子狩の人』（ドオデエ、改造社、世界大衆文学全集）1931年
- 『ウイルヘルム・テル』（シラー、春陽堂）1932年
- 『ヘルマンとドロテア』（ゲーテ、春陽堂）1932年
- 『恋愛三昧・アナトオル（英語版）』（シュニッツレル、新潮社）1937年
- 『群盗』（シルレル、新潮社）1938年
- 『輪舞』（シュニッツレル、三笠書房）1952年

### 丸木砂土名義
- 『歓楽の二夜』（ミユツセ、平凡社、世界猟奇全集1）1931年、ガミアニ（エロチカ）の訳
- 『女の迷宮』（ジヤビダン妃殿下（hanum Djavidan）（ドイツ語版）、和田顕太郎と共訳、平凡社、世界猟奇全集11）1931年